# Ixorida mouhoti
Ixorida mouhoti är en skalbaggsart som beskrevs av Wallace 1868. Ixorida mouhoti ingår i släktet Ixorida och familjen Cetoniidae. Inga underarter finns listade i Catalogue of Life.